# Agnes Kittelsen
Pour les articles homonymes, voir Kittelsen.
Agnes Elisabet Hilden Kittelsen, née le 20 mai 1980 à Kristiansand, est une actrice norvégienne.

## Biographie
Après avoir obtenu son diplôme de l'Académie nationale du théâtre de Norvège en 2003, Agnes Elisabet Hilden Kittelsen travaille pour la Den Nationale Scene, l'un des plus anciens théâtre permanents de Norvège de 2004 à 2006, avant de débuter sur la scène du Théâtre national en 2007. 
Agnes Kittelsen est mariée à l'auteur, compositeur et interprète suédois Lars Winnerbäck. 
Agnes Kittelsen est notamment reconnue pour son rôle d'Anneli dans la série télévisée Skolen. En 2008, elle incarne l'épouse de Tikken, personnage principal du film Max Manus, Opération sabotage. De 2010 à 2015, elle intègre le casting de la sitcom Dag,. En 2012, elle est la sorcière du film norvégien Reisen til julestjernen,. En 2013, l'actrice joue Vivian dans l'adaptation télévisée du livre The Half Brother, diffusé sur NRK.

## Filmographie

### Cinéma
- 2008 : Max Manus, Opération sabotage de Joachim Rønning et Espen Sandberg : Tikken Lindebrække
- 2009 : Millénium 3 - La Reine dans le palais des courants d'air de Daniel Alfredson
- 2010 : Happy Happy de Anne Sewitsky : Kaja
- 2012 : Kon-Tiki  de Joachim Rønning et Espen Sandberg : Liv Heyerdahl
- 2012 : Le Secret de l'étoile du nord de  Nils Gaup : Heksa
- 2015 : Prästen i paradiset de Kjell Sundvall : Line
- 2015 : Staying Alive de Charlotte Blom : Marianne
- 2016 : Pyromaniac de Erik Skjoldbjærg : Elsa
- 2018 : En affære de Henrik Martin Dahlsbakken : Henriette
- 2019 : Skammerens datter II: Slangens gave de Ask Hasselbalch : Melussina
- 2019 : Hjelperytteren de Jannicke Systad Jacobsen : Grete Stein

### Courts métrages
- 2006 : Bagasje : Hilde
- 2006 : Road Movie : Celine
- 2010 : Neglect : Ellinor

### Séries télévisées
- 2004-2005 : Skolen : Anneli
- 2005 : Brødrene Dal og mysteriet med Karl XIIs gamasjer : Mette-Mari Dal
- 2008-2009 : Honningfellen : Signe Maria Øye
- 2010- 2015 : Dag : Malin Tramell
- 2013 : Halvbroren : Vivian
- 2015 : Hæsjtægg : Vivi
- 2017 : Neste Sommer : Gunnhild
- 2019 : Beforeigners : Marie
- 2019 : Exit : Hermine Veile[9]
- 2019 : Mellem os : Merete[10]